# Wabasso koponeni
Wabasso koponeni är en spindelart som beskrevs av Andrei V. Tanasevitch 2006. Wabasso koponeni ingår i släktet Wabasso och familjen täckvävarspindlar. Inga underarter finns listade i Catalogue of Life.